# Ivan Jablan
Ivan Jablan (né le 18 juillet 1979 à Cetinje en Yougoslavie, aujourd'hui au Monténégro) est un joueur de football monténégrin.